# Защитная одежда

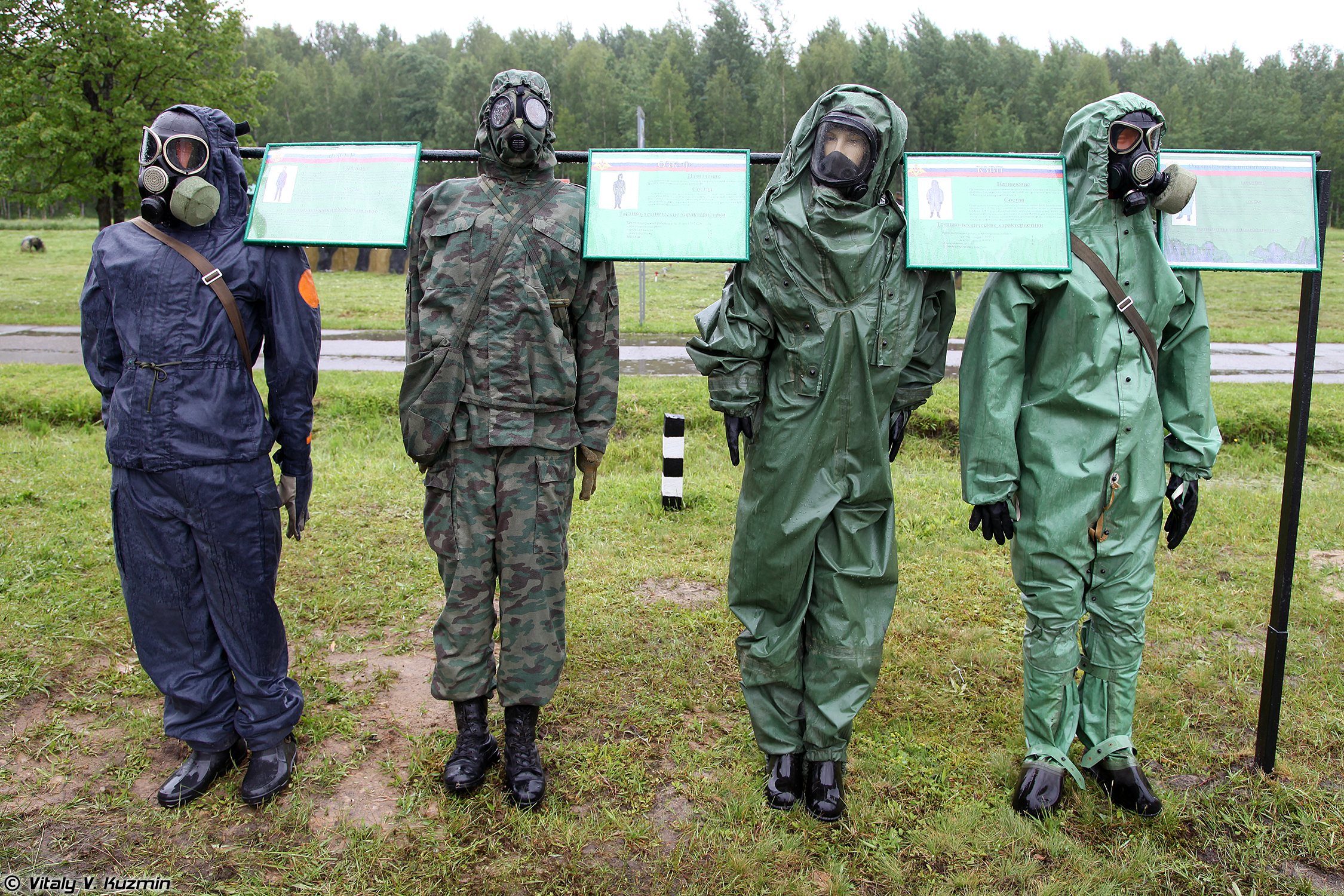
Защитные комплекты ФЗО-Р, ОЗК-Ф, КЗВП и ОЗК

Защитный костюм, защитная одежда — разновидность специальной одежды и снаряжения в сочетании со средствами индивидуальной защиты кожных покровов, органов дыхания и других органов тела, предназначенная для кратковременного или долговременного пребывания в среде, опасной для жизни и здоровья человека. Подразделяются в зависимости от сферы применения на костюмы военного и невоенного назначения. Военные, в свою очередь, подразделяются на общевойсковые и специальные для химвойск и отдельных военных специальностей, на снабжении войск состоит также защитная одежда для работы с компонентами ракетного топлива и другой химией. Гражданские подразделяются на защитные костюмы для работы с ядохимикатами и иными ядовитыми и опасными для жизни материалами, аварийных работ, пчеловодства и т. д.